# Чечель Людмила Василівна
Людмила Василівна Че́чель (народилася 19 лютого 1956 в селищі Комишуваха Оріхівського району на Запоріжжі) — українська журналістка і письменниця.

## Життєпис
Закінчила факультет журналістики Київського держуніверситету імені Тараса Шевченка (1981).
Працювала в газетах «Вечірній Київ», «Освіта», «Вісник Чорнобиля», журналі «Жінка», часописах «Свобода», «Наше життя», які виходять за кордоном. До квітня 2015 – заступник головного редактора газети «Культура і життя».

## Творчість
Пише оповідання, новели, есе. Автор книжок: 
- «На пелюстках ромашки» (Львів, «Край», 2006),
- «Обереги маминих долонь» (Вінниця, «Книга-Вега», 2007),
- «Купейний вагон» (Київ, «Український пріоритет», 2013).

## Громадська діяльність
Член Національної спілки журналістів (з 1995).
Почесний член Міжнародного благодійного фонду «Духовна спадщина».
Проректор Малої академії літератури і журналістики на громадських засадах.

## Відзнаки
- Лауреат мистецької премії «Київ» імені Анатолія Москаленка у галузі журналістики.

## Різне
Захоплення: подорожі, знайомства з цікавими людьми, фотографія, малювання, вишивка, бісероплетіння.